# Ceratina benguetensis
Ceratina benguetensis är en biart som beskrevs av Cockerell 1916. Ceratina benguetensis ingår i släktet märgbin, och familjen långtungebin. Inga underarter finns listade i Catalogue of Life.